# Adam Green (musikalbum)
Adam Green är musikern Adam Greens första album, utgivet 2002.

## Låtlista
1. Apples I'm Home
2. My Shadow Tags on Behind
3. Bertholemew
4. Mozzarella Swastikas
5. Dance With Me
6. Computer Show
7. Her Father and Her
8. Baby's Gonna Die Tonight
9. Times are Bad
10. Can You See Me
11. <blank>
12. Dance With Me
13. Bleeding Heart
14. Computer Show